# The Ballad of Jean Charles de Menezes
The Ballad of Jean Charles de Menezes è un brano musicale scritto da Roger Waters. È stato eseguito in tutte le date del suo The Wall Live tour a partire da quella del 16 giugno 2011 a Berlino, tra Another Brick in the Wall (Part II) e Mother.

## Struttura del brano
Il brano, lento e breve, costituisce una "coda" acustica di Another Brick in the Wall (Part II), riprendendone anche un verso del testo. Gli strumenti principali sono la chitarra acustica (suonata da Waters) e l'organo (suonato da suo figlio Harry), che introducono il brano insieme, per poi venire seguiti da basso, batteria, chitarra elettrica e un coro. Il testo è incentrato sulla figura di Jean Charles de Menezes, ventisettenne brasiliano ucciso il 22 luglio 2005 dagli uomini del Metropolitan Police Service alla stazione della metropolitana di Stockwell, Londra, dopo essere stato erroneamente identificato come uno dei latitanti implicati nel fallito attentato del giorno precedente. Questi eventi hanno avuto luogo due settimane dopo gli attentati del 7 luglio, in cui 52 persone rimasero uccise.

## Formazione
- Roger Waters – voce, chitarra acustica
- Snowy White – chitarra elettrica
- Harry Waters – organo Hammond
- G. E. Smith – basso
- Graham Broad – batteria
- Jon Joyce – cori
- Kipp Lennon – cori
- Mark Lennon – cori
- Pat Lennon – cori